# سرداب فتح‌آباد
سرداب فتح‌آباد مربوط به دوره متاخر اسلامی دوره قاجار است و در ابرکوه، صحرای فتح‌آباد، سرداب فتح‌آباد واقع شده و این اثر در تاریخ ۲۲ آبان ۱۳۸۶ با شمارهٔ ثبت ۱۹۸۹۳ به‌عنوان یکی از آثار ملی ایران به ثبت رسیده است.